# Eremocossus
Eremocossus is een geslacht van vlinders uit de familie van de Houtboorders (Cossidae).

## Soorten
- Eremocossus asema (Püngeler, 1900)
- Eremocossus almeriana (de Freina & Witt, 1990)
- Eremocossus faeda (Swinhoe, 1885)
- Eremocossus nubicaa Yakovlev, 2008
- Eremocossus vaulogeri (Staudinger, 1897)